# Langues en Namibie
La langue officielle de la Namibie est l'anglais, bien qu'elle ne soit la langue maternelle que d'environ 1 % de la population. De nombreuses langues sont ainsi parlées dans le pays. Elles appartiennent à trois familles : les langues bantoues, les langues khoïsan et les langues germaniques.

## Liste des langues

### Langues bantoues
- ndonga ou oshivambo, oshiwambo
- kuanyama
- kwangali
- héréro
- diriku

### Langues khoïsan
- juǀʼhoan
- khoïkhoï (ou nama)
- kxoe

### Langues germaniques
- afrikaans parlé par des descendants de Métis du Cap, qu'on appelle les Métis de Rehoboth, et par des Afrikaners
- allemand parlé par des descendants de colons allemands (voir : Langue allemande en Namibie)
- anglais

### Autres langues
- portugais

## Démographie linguistique
Les langues oshiwanbo sont de loin les plus parlées à la maison, par 48 % de la population, devant les langues khoekhoe et l'afrikaans, à 11 % de la population, le kwangali et l'herero à 10%. L'anglais, langue officielle du pays, est la langue maternelle, de 1 à 2 % de la population en 1997 et de moins de 1 % de la population en 2016. Le portugais est parlé par 4 à 5 % de la population principalement par la communauté angolaise, et dans la région de Caprivi. 60 % des blancs parlent afrikaans, 32 % allemand, 7 % anglais et 1 % portugais.
Les langues locales, l'afrikaans, l'allemand et l'anglais sont utilisées pour l'enseignement primaire, et seules les trois dernières (afrikaans, allemand, anglais) pour l'enseignement secondaire. L'afrikaans se rapproche d'une lingua franca en Namibie.

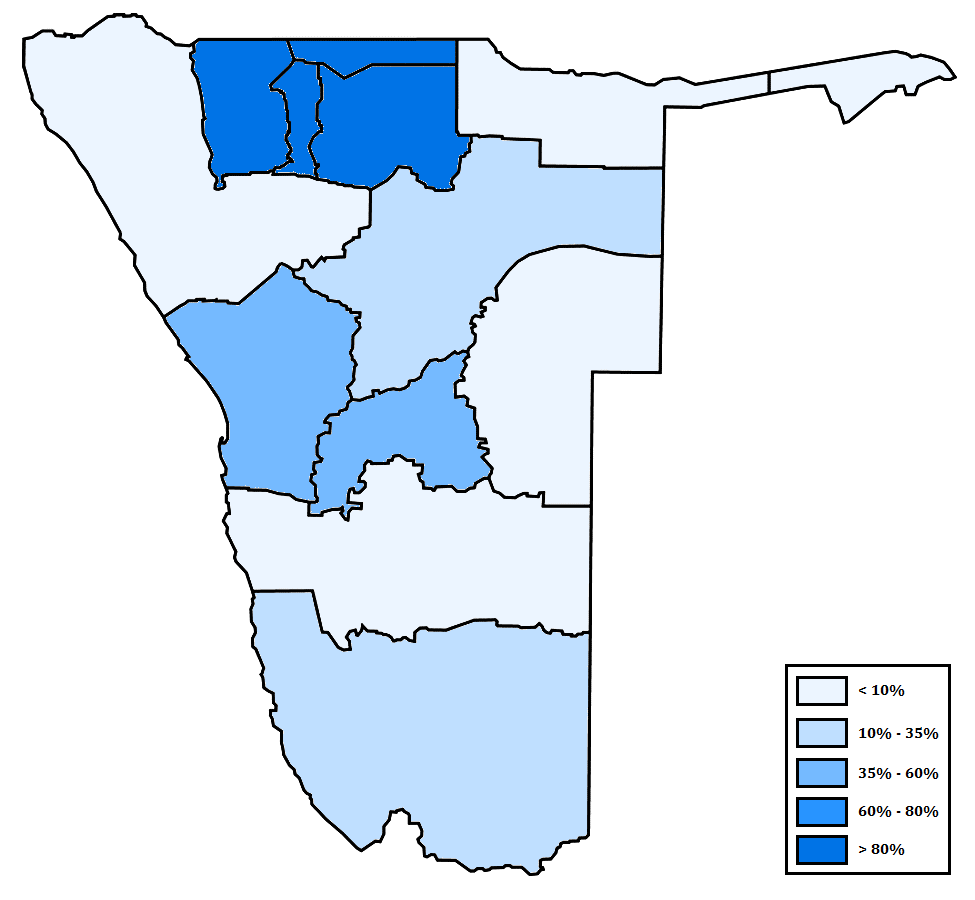
Distribution des langues oshiwambo
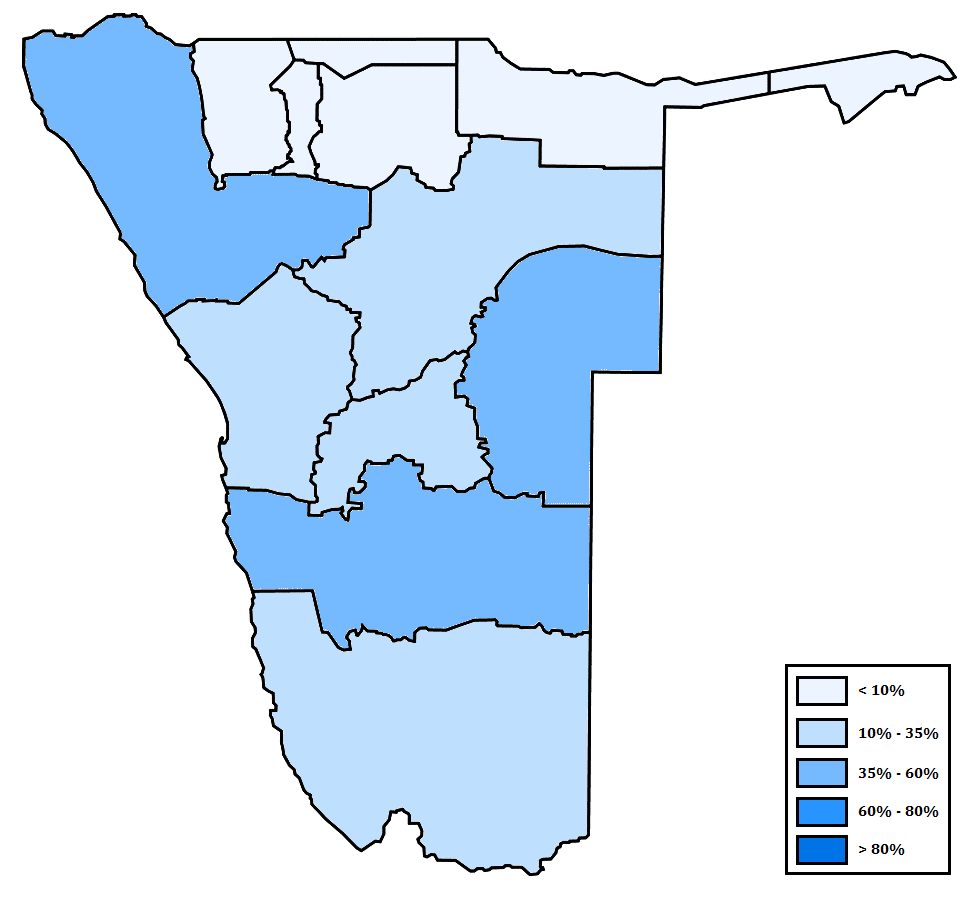
Distribution du khoïkhoï
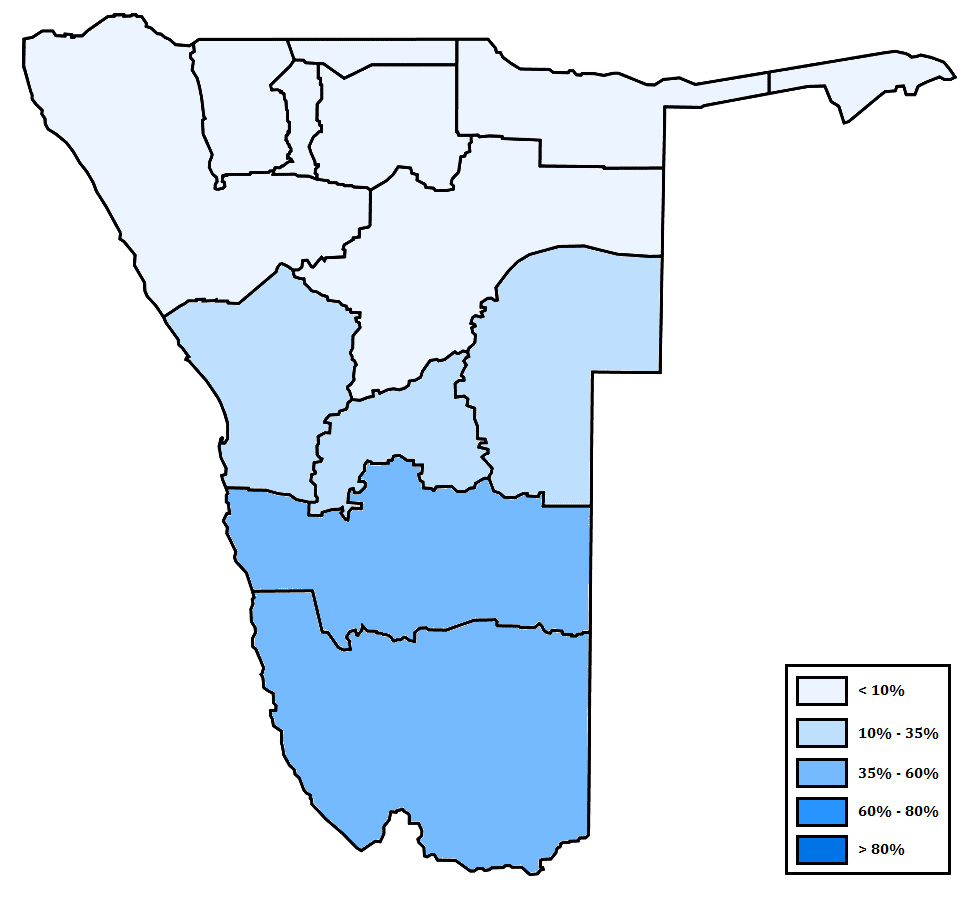
Distribution de l'afrikaans

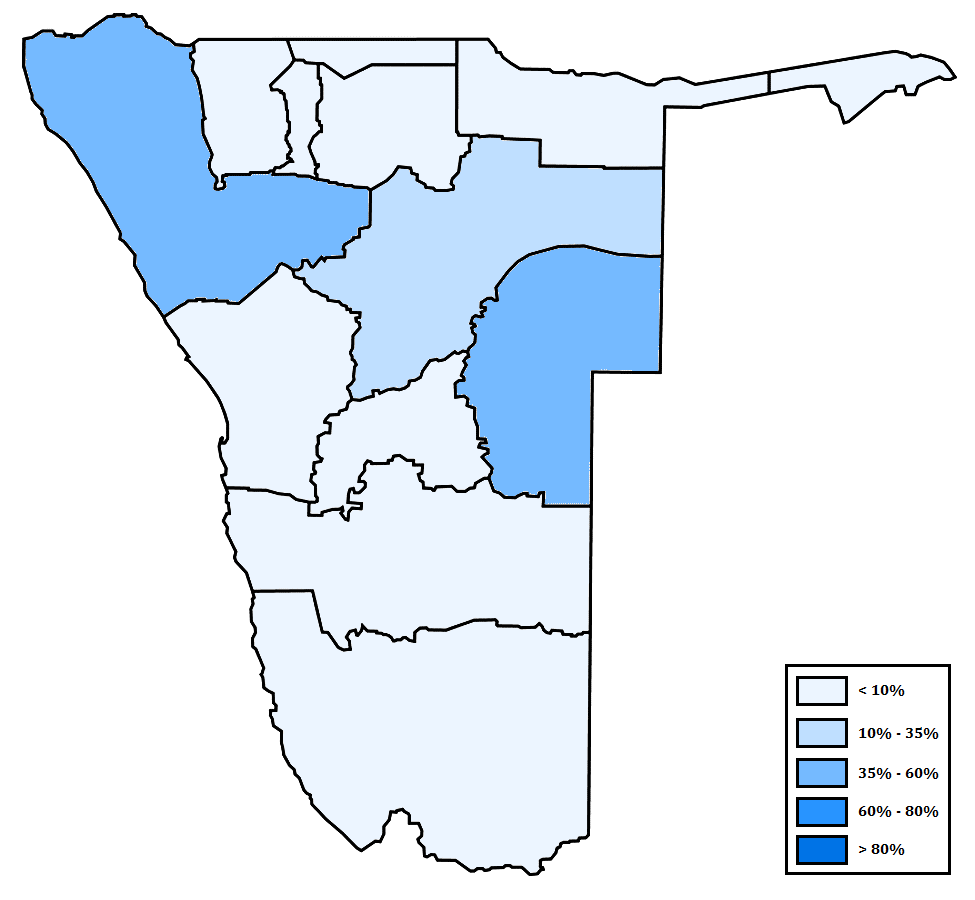
Distribution de l'héréro
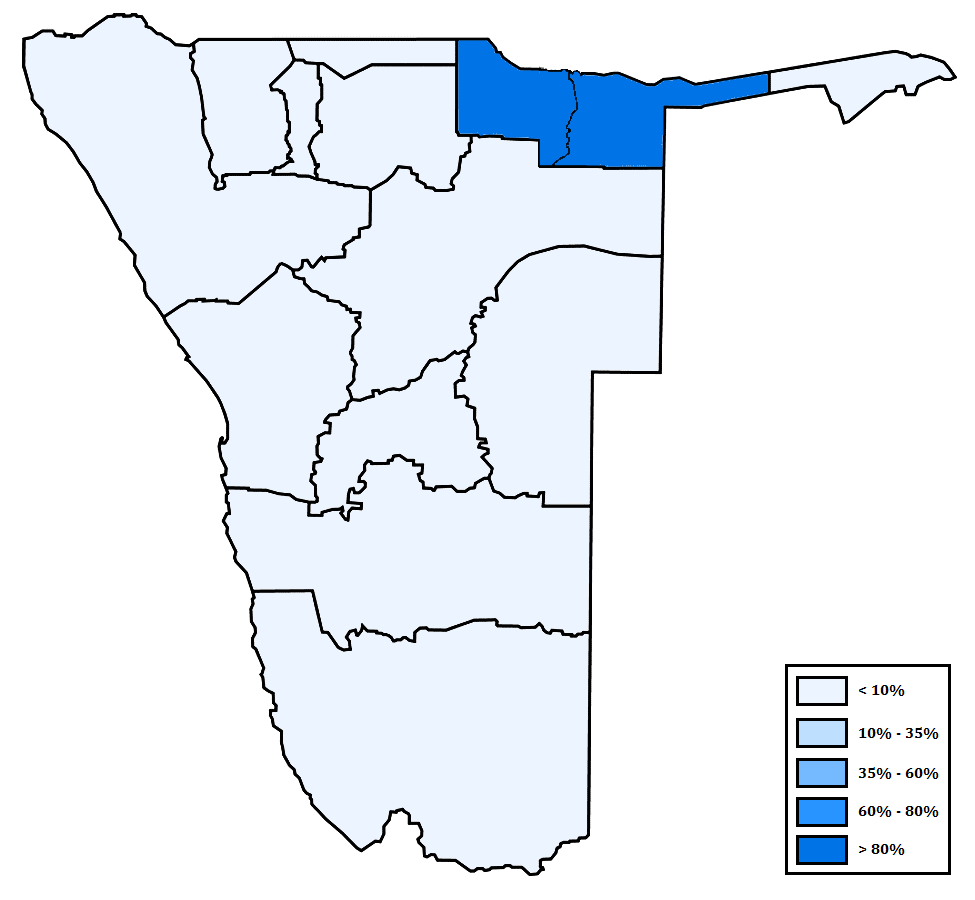
Distribution des langues kavango
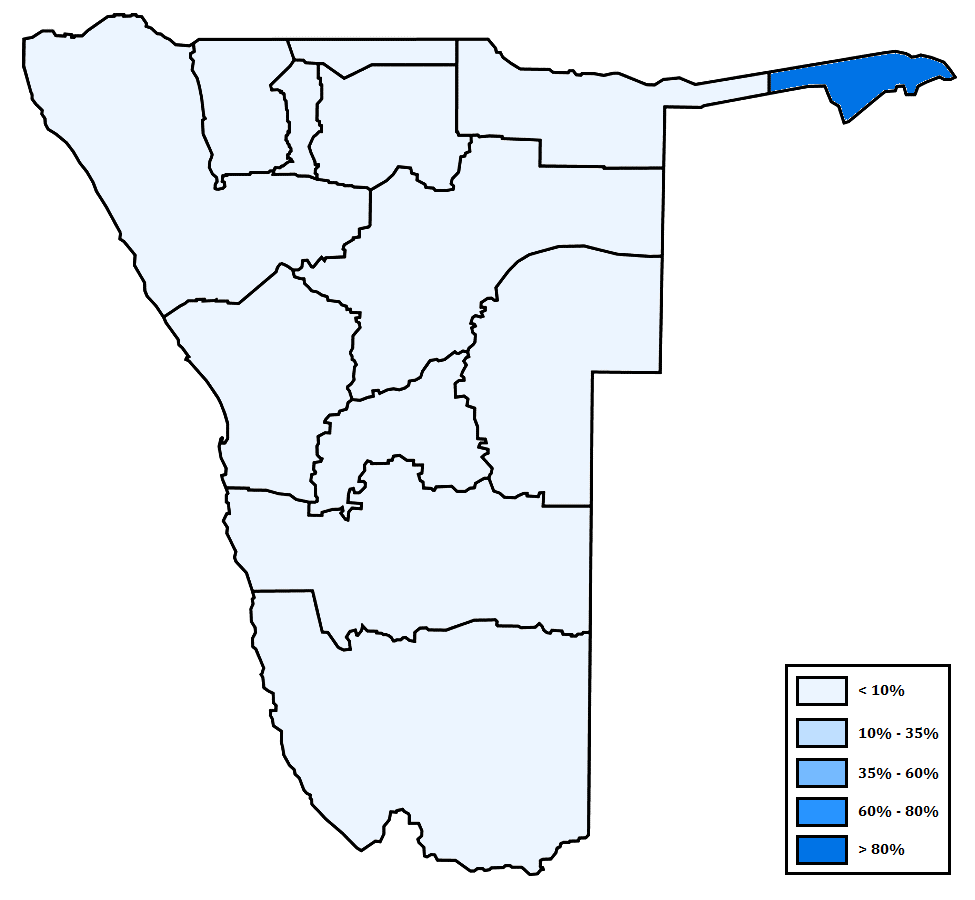
Distribution du lozi

## Politique linguistique
L'anglais est la seule langue officielle de la Namibie, bien que langue maternelle d'une part infime de la population (moins de 1 % de la population selon Jacolynn van Wyk et Maria Louise Mostert),. La majorité de la population n'en a pas la moindre notion et la plupart des dirigeants du pays la maîtrisent relativement mal. Elle a été inscrite comme langue officielle dans l'article 3 de la Constitution de la Namibie, peu avant l'indépendance du pays, en 1990. Cette préférence s'explique par le fait que l'anglais n'était pas associé à l'apartheid et parce que les autorités ne voulaient privilégier aucune particularité linguistique du pays. L'anglais est ainsi devenu plus important dans un contexte formel ou par écrit. L'afrikaans, l'allemand, le héréro, le nama (damara), l'oshiwambo, le lozi, le kwangali et le twana sont reconnus comme des langues nationales. L’allemand est parlé dans les petites localités à majorité germanophone ainsi que dans les hauts lieux de l’économie et du tourisme ; il est proposé comme langue étrangère dans près de cinquante écoles.

## Pourcentage de foyers par langue parlée
| Langue majortairement parlée | 2001 | 2011 |
| ---------------------------- | ---- | ---- |
| Oshiwambo                    | 48,5 | 48,9 |
| Nama/Damara                  | 11,5 | 11,3 |
| Afrikaans                    | 11,4 | 10.4 |
| Otjiherero                   | 7,9  | 8,6  |
| Kavango                      | 9,7  | 8,5  |
| Caprivi                      | 5,0  | 4,8  |
| Anglais                      | 1,9  | 3,4  |
| Allemand                     | 1,1  | 0,9  |
| San                          | 1,2  | 0,8  |
| Autre                        | 1,8  | 2,4  |

Source: Recensement de 2001 et de 2011